# Parahancornia fasciculata
Parahancornia fasciculata là một loài thực vật có hoa trong họ La bố ma. Loài này được (Poir.) Benoist mô tả khoa học đầu tiên năm 1933.